# Жирянка обыкновенная
Жиря́нка обыкнове́нная (лат. Pinguícula vulgáris) — многолетнее травянистое растение; типовой вид рода Жирянка семейства Пузырчатковые (Lentibulariaceae).

## Ботаническое описание
Многолетние травянистые растения с очень коротким корневищем.
Листья почти сидячие, собранные в прикорневую розетку, продолговато-эллиптической формы, суженные к основанию, 2—4 см длиной и 0,6—2 см шириной, с желёзисто-клейкой светло-зелёной верхней поверхностью.
Цветки располагаются на одном или нескольких, сначала густо покрытых мелкими волосками, цветоносах 5—17 см высотой, поникающие. Чашечка, покрытая редкими короткими желёзистыми волосками, состоит из яйцевидных или продолговато-эллиптических тупо заострённых долей. Венчик сине-фиолетового цвета, 15—20 мм длиной вместе со шпорцем, зев покрыт довольно длинными беловатыми волосками. Шпорец шиловидной формы, почти в два раза короче остальной части венчика.
Плод — коробочка овально-шаровидной формы. Семена 0,7×0,1 см, светло-коричневого цвета.

### Способ питания
Питание жирянок устроено проще, чем у росянок. Поверхность их листьев липкая, сплошь покрытая желёзками, одни из которых вырабатывают сахар, чтобы привлечь насекомых, а другие — пищеварительные ферменты, чтобы переварить их. Для мелких насекомых хватает эффекта прилипания. Если же добыча крупная, жирянка может немного свернуть свой лист (но не полностью, как делает росянка).

## Распространение и экология
Естественный ареал вида простирается в Евразии от Западной Европы до Дальнего Востока России и Японии, в Америке вид распространён на северо-востоке США и в Канаде. Описан из Западной Европы.
Произрастают на болотистых лугах, болотах.

## Классификация

### Таксономическое положение
- Pinguicula vulgaris L., 1753, Sp. Pl. : 17

Вид Жирянка обыкновенная относится к роду Жирянка (Pinguicula) семейства Пузырчатковые (Lentibulariaceae) порядка Ясноткоцветные (Lamiales), который включается в кладу Ламииды, последовательно входящую в более крупные клады Астериды -> Суперастериды -> Эвдикоты -> Цветковые растения. Таксономическая схема в соответствии с Системой APG IV по состоянию на декабрь 2023 года:
|  |                          |  |                                   |                                   |                         |  | еще 23 семейства | еще 23 семейства |                          |  |  |  | еще 123 подтвержденных вида и 13 таксонов, ожидающих подтверждения |
|  |                          |  |                                   |                                   |                         |  | еще 23 семейства | еще 23 семейства |                          |  |  |  | еще 123 подтвержденных вида и 13 таксонов, ожидающих подтверждения |
|  |                          |  |                                   | порядок Ясноткоцветные            |                         |  |                  |                  | род Жирянка              |  |  |  |                                                                    |
|  |                          |  |                                   | порядок Ясноткоцветные            |                         |  |                  |                  | род Жирянка              |  |  |  |                                                                    |
|  | клада Цветковые растения |  |                                   |                                   | семейство Пузырчатковые |  |                  |                  | вид Жирянка обыкновенная |  |  |  |                                                                    |
|  | клада Цветковые растения |  |                                   |                                   | семейство Пузырчатковые |  |                  |                  |                          |  |  |  |                                                                    |
|  |                          |  | ещё 63 порядка цветковых растений | ещё 63 порядка цветковых растений |                         |  |                  | еще 2 рода       | еще 2 рода               |  |  |  |                                                                    |
|  |                          |  |                                   | ещё 63 порядка цветковых растений |                         |  |                  |                  | еще 2 рода               |  |  |  |                                                                    |

### Синонимы
- Pinguicula arctica Eastw.
- Pinguicula bicolor Wol.
- Pinguicula bicolor f. gorcensis Kornas
- Pinguicula bohemica Krajina
- Pinguicula borealis Salisb.
- Pinguicula dostalii Bárta
- Pinguicula gypsophila Wallr.
- Pinguicula norica Beck
- Pinguicula ovata Stokes
- Pinguicula oxyptera Rchb. ex Benj.
- Pinguicula vulgaris f. albida (Behm) Neuman
- Pinguicula vulgaris f. bicolor (Nordst. ex Fr.) Neuman
- Pinguicula vulgaris f. brevicalcarata Lindblom
- Pinguicula vulgaris f. coerulescens Eklund
- Pinguicula vulgaris f. macrantha Lindblom
- Pinguicula vulgaris f. micrantha Lindblom
- Pinguicula vulgaris f. semiflava Neuman
- Pinguicula vulgaris prol. alpicola (Rchb.) Rouy
- Pinguicula vulgaris subsp. alpicola (Rchb.) Rouy
- Pinguicula vulgaris subsp. anzalonei Peruzzi & F.Conti
- Pinguicula vulgaris subsp. bicolor (Wol.) Á.Löve & D.Löve
- Pinguicula vulgaris subsp. bohemica (Krajina) Domin
- Pinguicula vulgaris subsp. ernica Peruzzi & F.Conti
- Pinguicula vulgaris subsp. vestina F.Conti & Peruzzi
- Pinguicula vulgaris subvar. major Coss. & Germ.
- Pinguicula vulgaris subvar. sixtina (Briq.) Rouy
- Pinguicula vulgaris var. albida Behm
- Pinguicula vulgaris var. alpestris Marçais
- Pinguicula vulgaris var. alpicola Rchb.
- Pinguicula vulgaris var. bicolor Nordst. ex Fr.
- Pinguicula vulgaris var. bohemica (Krajina) Casper
- Pinguicula vulgaris var. coerulea Briq.
- Pinguicula vulgaris var. gaveana Beauverd
- Pinguicula vulgaris var. gypsophila (Wallr.) Rchb.f.
- Pinguicula vulgaris var. macrantha Lamotte
- Pinguicula vulgaris var. minor W.D.J.Koch
- Pinguicula vulgaris var. obtusa Sommerf.
- Pinguicula vulgaris var. obtusata Nordst.
- Pinguicula vulgaris var. obtusata Hartm.
- Pinguicula vulgaris var. pallida Lange
- Pinguicula vulgaris var. pratensis W.D.J.Koch
- Pinguicula vulgaris var. sixtina Briq.
- Pinguicula vulgaris var. tenuior Wahlenb.
- Pinguicula vulgaris var. uliginosa Genty ex Magnier
- Pinguicula vulgaris var. vulgaris